# Метафізика
Метафі́зика (грец. τὰ μετά τά φυσικά — «те, що понад фізикою», лат. metaphysica) — галузь філософії, розглядає буття як буття, досліджує граничні й надчуттєві принципи, причини та засади буття.
Термін «метафізика» походить від сполучення грецьких μετά (metá) (по, понад, поза) і φυσικά (фізика). Таку назву в I столітті до н. е. дав працям Арістотеля, що не потрапили до твору «Фізика», його учень Андронік з острова Родос (імовірніше іншим учнем Арістотеля Евдемом Родоським).
Термін метафізика часто використовується у філософії, однак, різні філософи вкладають у нього різне значення, розширюючи або звужуючи область його застосування. При різному трактуванні терміна змінюється ставлення до нього. Тому значення терміна дуже сильно залежить від контексту:
- Метафізика — це вчення про надчуттєві, недоступні досвідові принципи і початок буття (існування світу);
- Метафізика — це синонім філософії;
- Метафізика в переносному розумінні (буденному) вживається для позначення чогось абстрактного, малозрозумілого, умоспоглядального;
- Метафізика — це наука про речі, спосіб з'ясування світоглядних питань (сенс життя — основне питання філософії тощо), які не піддаються осягненню за допомогою експерименту та методів конкретних наук;
- Метафізика — це концепція розвитку, метод пізнання, альтернативний діалектиці. В значенні «антидіалектика» термін «метафізика» запровадив у філософію Геґель.

## Метафізика і релігія
Метафізика самовизначається за двома функціями:
1. Бути «науковченням», вивчати закономірності процесу пізнання і формувати для науки методи і принципи досліджень (методологія);
2. Світоглядна – досліджувати місце і роль людини у світі, смисл її життя, сутнє свободи, відповідальності, смерті і безсмертя тощо.

Відомі філософи й богослови розвинули на грані релігії й науки таке вчення, як метафізика. Ще Аристотель називав метафізику «першою філософією». Метафізика — це наука про надчуттєві принципи буття. Метафізика є підготовкою до Євангелізації. Вона може допомогти знайти спільну мову у багатьох спірних міжконфесійних і міжпартійних питаннях. Вона допомагає у спілкуванні з різноманітними категоріями слухачів, пропонуючи уважно вислухати їхню позицію, у чомусь погодитись з їхніми висловами і вміло вказати на несумісність, чи некоректність їхніх помилкових висловів.
Відомий фізик, засновник квантової теорії поля Макс Планк писав: «Бог для вірян стоїть на початку мислення, а для фізиків на кінці мислення.» Тобто, наука допомагає людям рухатись вперед, а релігія вказує напрямок руху. Релігія й наука виходять із того самого джерела і ведуть до тієї самої мети. Вони обидві є виявом людського мислення, шукання й відчування. Вони обидві шукають правди: «і спізнаєте правду, і правда визволить вас» (Ів. 8.32). Релігія веде до Бога прямо, шукаючи Творця, а наука йде до Творця посередньо, шукаючи Його крізь творіння. Релігія доходить до повної таємниці, до останніх причин усього, що існує, а наука затримується на поверхні, відкриваючи другорядні причини та послідовні зв'язки. Відносини релігії та науки зводяться до самої людини, до її волі, щирості, бо не сама наука веде до віри, чи невіри, а особиста настанова людей, які займаються наукою[джерело?]. Великі вчені, які були засновниками природничих наук, були глибоко віруючими. Відомі фізики, астрономи: І. Ньютон, М. Копернік, В. Гершель, Й. Кеплер, Г. Ерстед, А. Ампер, А. Вольта, А. Беккерель, Р. Мілікен, А. Едінгтон, А. Комптон, А. Кастлер стверджували, що між релігією й наукою нема суперечностей, а наукові дослідження приводять до визнання Бога як Творця Всесвіту.[джерело?]